# August Wilhelm Pettersson
August Wilhelm Pettersson i riksdagen kallad Pettersson i Köping, född 19 oktober 1871 i Kumla församling, Västmanlands län, död 16 november 1934 i Köpings församling, Västmanlands län var en svensk politiker (socialdemokrat).
Pettersson var bosatt i Köping och där verksam som filare samt ordförande i arbetarekommunen. Han var ledamot av riksdagens andra kammare från 1922, invald i Västmanlands läns valkrets.
I Riksdagen skrev han 10 egna motioner främst om understöd åt enskilda personer ang. den andliga vården vid fångvårdsanstalterna och om anställningsvillkoren vid statens hingstdepåer i Flyinge och Strömsholm.